# Tadeusz Brodowski
Tadeusz Brodowski herbu Łada (ur. 2 września 1821 w Warszawie, zm. 31 marca 1848 w Paryżu) – malarz polski.
Syn Antoniego, brat Józefa. 
Studiował w pracowniach Blanka i Kokulara. W 1841 wyjechał do Rzymu, po 2 latach przeniósł się do Paryża, gdzie studiował u Horacego Verneta. Sławę zyskał jako malarz rodzajowy i bitew, wystawił 1841 w Warszawie obrazy, przedstawiające bitwy Czerkiesów, Persów, Greków itd., przypominające technicznie dzieła Orłowskiego. Tworzył też karykatury. Zmarł w Paryżu i pochowany został na cmentarzu Père-Lachaise.

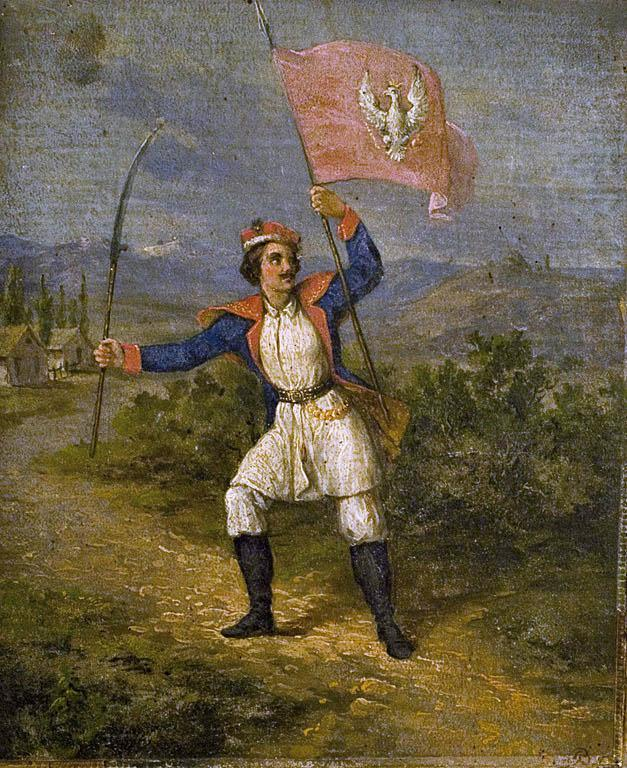
Kosynier
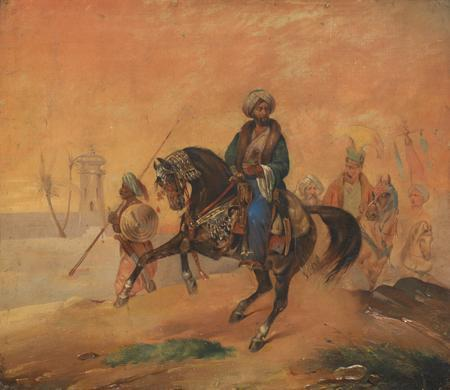
Kawaleria przed miastem
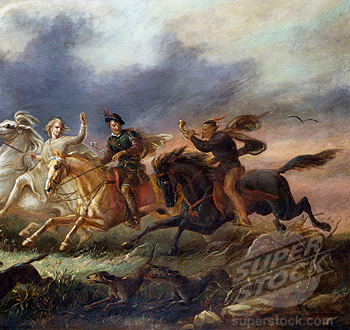
Alegoria myślistwa
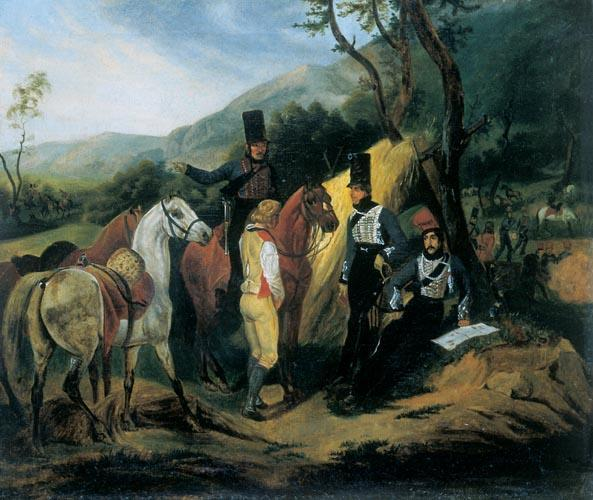
Przesłuchanie szpiega

## Literatura dodatkowa
- Feliks Kopera: Brodowski Tadeusz. W: Polski Słownik Biograficzny. T. 2: Beyzym Jan – Brownsford Marja. Kraków: Polska Akademia Umiejętności – Skład Główny w Księgarniach Gebethnera i Wolffa, 1936, s. 449. Reprint: Zakład Narodowy im. Ossolińskich, Kraków 1989, ISBN 83-04-03291-0